# Vredeborg
Die Vredeborg oder Vredeborch (hochdeutsch: Friedeburg) war von 1407 bis 1425 eine Niederungsburg der Stadt Bremen bei Atens (im heutigen Nordenham). Sie sollte als Zwingburg das friesische Gebiet von Stadland und Butjadingen für die bremische Herrschaft sichern und als Stützpunkt zur Bekämpfung der Seeräuberei im Gebiet der Wesermündung dienen.

## Vorgeschichte
In den Jahren 1400/1401 unternahm Bremen mit Unterstützung des Grafen von Oldenburg, Teilen des bremischen Stiftadels sowie Dide Lubben, Häuptling des Stadlandes, einen Feldzug mit 6000 Mann in das Land Butjadingen, um den regelmäßig von dort aus initiierten Angriffen auf bremische und andere Handelsschiffe Einhalt zu gebieten. Während dieser Unternehmung errichteten die Bremer eine Schiffsbrücke aus 20 aneinandergelegten Eken über die Heete, einen Mündungsarm der Weser, der die Grenze zwischen dem Stadland und Butjadingen bildete. 1401 wurde zur Sicherung dieser strategisch bedeutsamen Flussquerung eine als „Bergfried“ bezeichnete Befestigung errichtet. Der Kriegszug endete mit einem Sieg der Bremer und ihrer Verbündeten, infolge dessen die Butjadinger Häuptlinge geloben mussten, in Zukunft die Kaufleute in ihrem Gebiet zu beschützen und für jeden von ihrem Territorium aus unternommenen Raubzug Entschädigung zu leisten.

## Geschichte der Friedeburg
Nach Abschluss des Feldzuges beschloss der Bremer Rat 1404, eine Burg für eine kleine Garnison im Stadland zu errichten, um das Hinterland links der Wesermündung dauerhaft sichern zu können. Als Standort für die Befestigung wurde der Stadt von Dide Lubben ein Stück Land am südlichen Ufer der Heete gegenüber dem Ort Atens zur Verfügung gestellt. Dieses lag nahe der Mündung der Heete in die Weser, vermutlich dort, wo bereits 1400/1401 die Schiffsbrücke errichtet worden war.

### Bau der Burg
Der Baubeginn der Friedeburg verzögerte sich jedoch, da der Bau des Rathauses (ab 1405) viele Mittel band und Erzbischof Otto II. versuchte, das Vorhaben zu blockieren, um zu verhindern, dass die Stadt ihre Machtbasis gegenüber dem Erzbistum stärkt. Sein Nachfolger Johannes II. einigte sich dann zwar mit Bürgermeister Johann Hemeling auf eine Unterstützung des Vorhabens und sagte zu, 50 Soldaten und weitere Vasallen zum Bau der Festung abzustellen, löste dieses Versprechen jedoch nie ein. Die Stadt initiierte den Bau dennoch im Jahr 1407 und erhielt – trotz eines Verbotes des Erzbischofs – Unterstützung von mehreren Adligen des Erzstiftes. Darüber hinaus steuerten das Paulskloster und das Domkapitel Geld bei.
Trotz einiger Scharmützel mit den Butjadingern verlief der Bau der Befestigung zügig, da es der Stadt nicht an Arbeitskräften und Bewaffneten für das Unternehmen mangelte und die Verpflegung der am Bau Beteiligten gemäß einer zeitgenössischen Chronik besonders gut war: „Dar weren alto vele guder lude, die sproken, sie ne hedden der koste, des beres unde haveren voderens like nywerlde see.“ („Da waren viele gute Leute, die sagten, sie hätten an Kost, Bier und Haferfutter so viel niemals zuvor gesehen.“) Aus dem Rechnungsbuch der Friedeburg, das der Ratsherr Hinrich von der Trupe führte, der auch die Rechnungen für den Bau des Rathauses überwachte, geht hervor, dass die Errichtung der Festung 1300 Mark kostete und dass u. a. auch der Baumeister des Rathauses, Salomon, an dem Werk beteiligt war. Die Arbeiten vor Ort beaufsichtigten die Ratsherrn Arnd Balleer und Johann von Sandbeck.
Anfang Juli 1407 wurde die Befestigung fertiggestellt. Die Friedeburg bestand aus einem „großen“ steinernen Gebäude – auch als „Schloss“ bezeichnet, das von zwei Gräben umgeben und einem Wall mit Palisaden geschützt war. Ein Tor führte nördlich bei dem bereits 1401 erwähnten Bergfried auf eine Brücke über die Heete, ein zweites Tor südlich zum Stadland hin. Das Hauptgebäude war mit Kellern für die Lagerung von Waffen und Munition versehen. Später wurde die Bastion weiter verstärkt und durch Balleer ein Vorwerk (Befestigung) vor der Brücke errichtet, das Ställe und Lagerhäuser umfasste.
In Anlehnung an die Bezeichnung der Kriegskoggen der Hansestädte als Vredekoggen (‚Friedenskoggen‘), wurde die Befestigung Vredeborg (‚Friedensburg‘) genannt. Erster Vogt auf der Burg – auch „Amtmann“ oder „Schlosshauptmann“ genannt – war Ratsherr Arnd Balleer, dem das Amt auf zehn Jahre übertragen wurde. In Friedenszeiten umfasste die reguläre Besatzung des Stützpunktes zirka 30 Mann. Darüber hinaus gab es einige Geschütze.

### Kämpfe um die Burg und das Gebiet

Siegel von Otto III. von Hoya

Bald nach Fertigstellung der Befestigung kam es zu militärischen Auseinandersetzungen um die Friedeburg und das umliegende Gebiet. 1407 beschloss der Hansetag in Lübeck einen Feldzug gegen die Vitalienbrüder und ihre Verbündeten an der friesischen Küste, zu dem Bremen eine Kogge abstellte und sich verpflichtete, von Land aus gegen Verstecke der Seeräuber an der Wesermündung vorzugehen. Inzwischen schloss Graf Christian VI. von Oldenburg ein Bündnis mit Edo Wiemken, Häuptling von Rüstringen, Österingen und den Wangerland und fiel in die Grafschaft Delmenhorst und das Grolland ein. Unterstützung fanden die Bündnispartner bei Erzbischof Johannes II., der den Rat schwächen wollte. Bremen schloss im Gegenzug eine Allianz mit Graf Otto III. von Hoya sowie den Grafen von Delmenhorst und unternahm im Winter 1407/1408 seinerseits mehrere Plünderzüge in das Oldenburger Land. Anfang des Jahres 1408 zogen die Bremer, verstärkt durch Stadländer Krieger und 300 sächsische und westfälische Ritter, nach Butjadingen und zerstörten dort Schiffe und Stützpunkte der Vitalienbrüder. Am 30. Januar trafen sie dann in der Schlacht bei Golzwarden auf die Oldenburger und ihre friesischen Verbündeten. Mit doppelter Übermacht besiegten die Bremer unter dem Befehl von Edgard von Bordeslo und Henning von Reden ihre Gegner und setzten Graf Christian gefangen. Er wurde zunächst auf die Friedeburg gebracht und anschließend einige Monate in Bremen gefangen gehalten, bis er gegen die Verpachtung des Landes Würden an die Stadt Bremen als Lösegeld freikam. Aus dem Jahr 1408 ist das Kriegslied eines Ritters in Bremer Diensten überliefert, das den Feldzug in 135 Versen schildert.
Im Anschluss an diese Fehde wurden die alten Verträge zwischen Bremen und Oldenburg erneuert. Auch die Rüstringer schlossen am 16. Juni 1410 einen Friedensvertrag mit Bremen, der die bremischen Eroberungen anerkannte, der Stadt die Hoheit über die Wesermündung zugestand und das Auslegen von Seezeichen regelte und somit als Beginn des Bremer Tonnen- und Bakenwesens gilt.
Fast gleichzeitig, im Jahr 1408, gelang es Bremen, den Bau einer erzbischöflichen Festung, Stinteburg genannt, auf der rechten Weserseite im Land Wursten, an der Mündung der Geeste zu verhindern. Leher und Wurster Bewaffnete überfielen mit Unterstützung der Stadt die unvollendete Befestigung, vertrieben ihre Besatzung und zerstörten die dort befindlichen Geschütze. Mit diesem Ereignisse erlangte Bremen Anfang des 15. Jahrhunderts eine nahezu uneingeschränkte Hoheit über die „königliche Straße“ (die Unterweser) und die unmittelbar angrenzenden Gebiete.

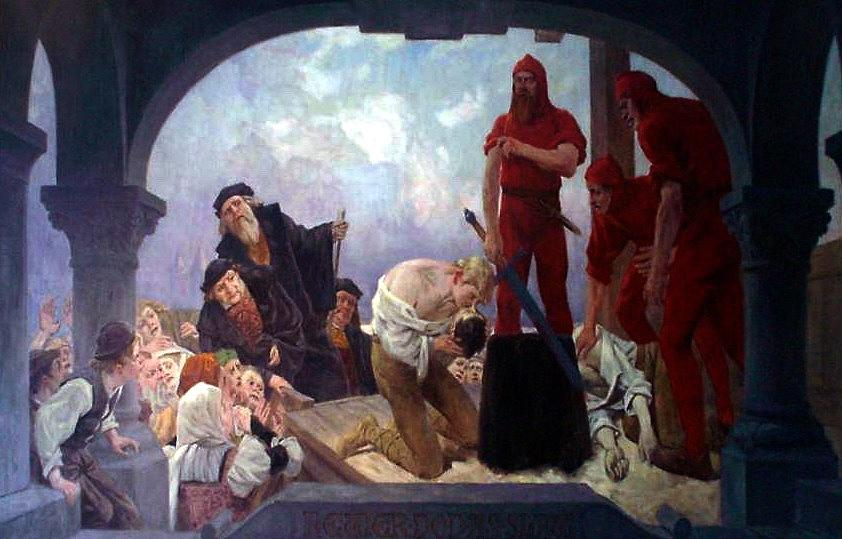
Der Bruderkuß, Gemälde von Hugo Zieger aus dem Jahr 1893, das eine künstlerische Interpretation der Hinrichtung von Dude und Gerolt Lubben in Bremen zeigt

Schon bald brachen die Konflikte in der Region allerdings erneut auf, diesmal gegen Dide Lubben, den vormaligen Verbündeten Bremens, dem vorgeworfen wurde, weiterhin die Seeräuberei zu fördern. Mit 300 Reitern und 3000 Fußsoldaten brachen die Bremer den Widerstand Lubbens im Jahr 1414 und verbannten ihn und seine Söhne Gerold und Onneke aus dem Stadland. Nur sein dritter Sohn Dude erhielt das Recht zu bleiben. In der Nacht vom 25. auf den 26. September 1418 unternahm dieser dann zusammen mit Gerold und einem Trupp von 44 Gefolgsleuten den Versuch, die Friedeburg im Handstreich zu erobern. Während des Überfalls wurde der Schlosshauptmann Arnd Balleer tödlich verletzt, der Angriff scheiterte jedoch und die Friesen wurde beim Versuch, sich zurückzuziehen, gefangen genommen. Gerold und Dude wurden in der Folge nach Bremen gebracht und dort 1419 zum Tode verurteilt und hingerichtet – ein Ereignis, das später in der Legende vom Bruderkuß verarbeitet wurde, dargestellt in dem gleichnamigen Gemälde von Hugo Zieger aus dem Jahr 1893. Nachfolger von Balleer wurde Hinrich von Münster.

### Zerstörung der Burg
Am 25. Juli 1420 übertrug König Sigismund die Regierung und Beschirmung des Landes Butjadingen offiziell der Stadt Bremen. 1422 wurde der Ratsherr und spätere Bürgermeister Johann Frese bremischer Vogt auf der Friedeburg, seine Amtszeit währte jedoch nur kurze Zeit. Im Juni 1424 verbündeten sich die Friesenhäuptlinge Ocko tom Brok, Sibet von Rüstringen und Focko Ukena und griffen mit 4000 Mann das Stadland an und besetzten es fast ohne Kampfhandlungen – die kleinen bremischen Garnisonen in Golzwarden und der Friedeburg mussten nach wenigen Tagen kapitulieren, bevor Verstärkung eintreffen konnte. Die Gemeinden schrieben dem Bremer Rat, dass sie von den Häuptlingen gezwungen seien, ihm abzusagen, „was wir doch ungern tun, vonwegen des Eides, den wir Euch geschworen haben“.
Am 29. Juli 1424 erfolgte ein Friedensschluss in Oldenburg – Bremen verlor darin die Hoheitsrechte über das Stadland und Butjadingen, die Häuptlinge verpflichteten sich im Gegenzug, die Friedeburg nicht selbst zu besetzen, sondern sie abzureißen, was im Jahr 1425 geschah. Zudem blieb der Besitz Bremer Bürger im Stadland unangetastet und die Friesen garantierten der Stadt die Handelswege allzeit offen zu halten. Das Bündnis der drei Häuptlinge hielt hingegen nicht lange: In den Jahren 1426 und 1427 kam es zu einem Aufstand von Sibet von Rüstringen und Focko Ukena gegen Ocko tom Brok, der mit der Gefangennahme Ockos in der Schlacht auf den Wilden Äckern endete.

## Nachwirken

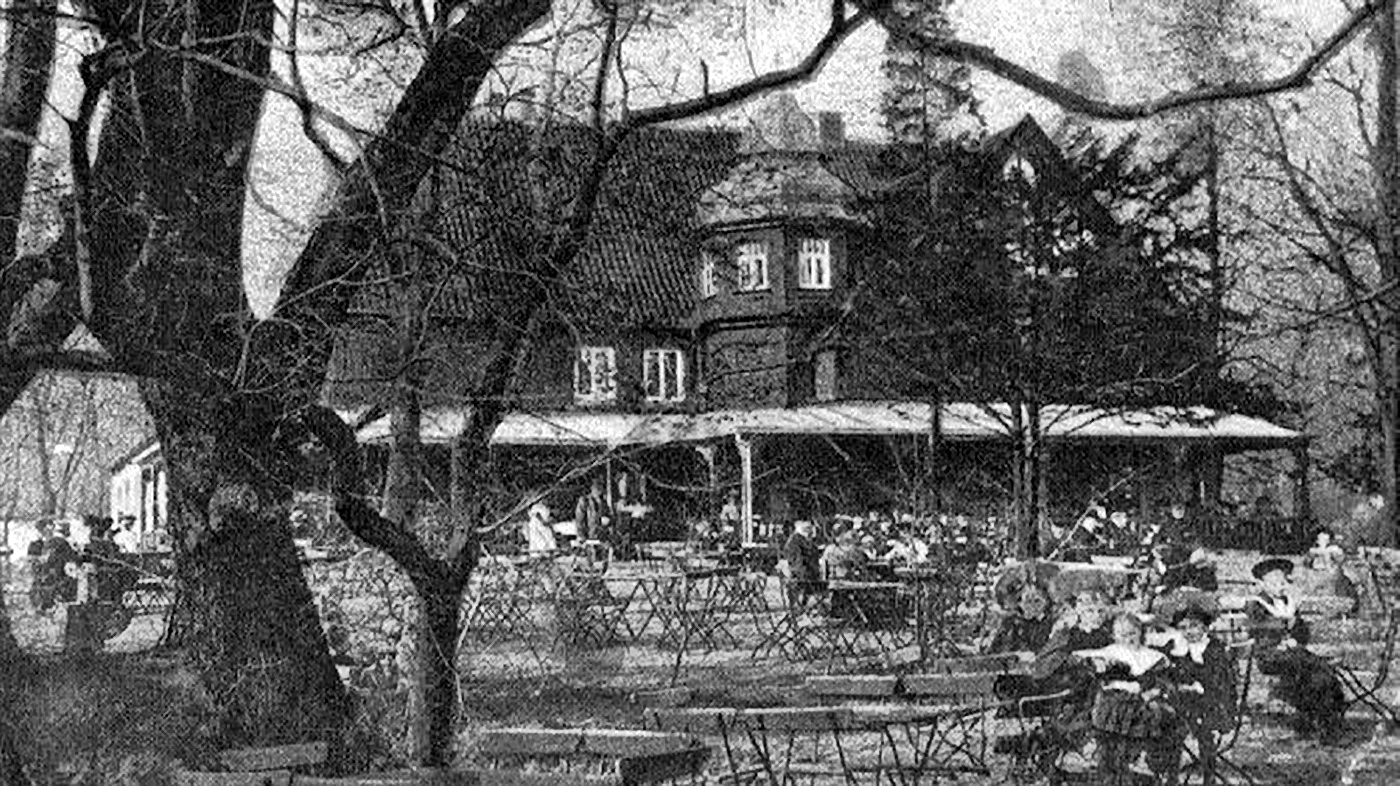
Die Gaststätte Friedeburg um 1900

1505 entstand nahe der ehemaligen Festungsanlage ein Karmeliterkloster. Bereits 1530 wurde es infolge der Reformation jedoch wieder aufgegeben. Später betrieb der „Gründer von Nordenham“, der Kaufmann Wilhelm Müller, an dieser Stelle das Gasthaus Friedeburg, das 1956/57 abgerissen wurde, um der Stadthalle Nordenhams Platz zu machen.